# Період (у гірництві)
Період (рос. период, англ. period, time, age; нім. Periode f – проміжок часу, протягом якого відбувається якийсь процес. 
Найбільш часто застосовувані в гірництві похідні:
Період освоєння проектної потужності – проміжок часу від здачі кар’єру (шахти) чи їх черги до досягнення проектної потужності.
Періоди гірничих робіт – проміжки часу, протягом яких виконуються гірничо-будівельні й експлуатаційні роботи на кар’єрі або в шахті (підрозділяються на освоєння проектної потужності, власне експлуатацію і завершення гірничих робіт); періоди характеризуються різними виробничими цілями й умовами виконання гірничих робіт.
Період погашення (завершення) гірничих робіт (на кар’єрі) – проміжки часу, протягом якого у зв’язку з відпрацьовуван-ням балансових запасів корисної копалини чи необхідністю переходу на підземну розробку родовища поступово зменшується обсяг відкритих гірничих робіт аж до їх припинення.
Період будівництва (кар’єру, шахти, свердловини) – проміжки часу, протягом якого ведеться підготовка поверхні, осу-шення, гірничо-капітальні роботи, спорудження транспортних комунікацій, стволів та ін.; період будівництва об’єкта завер-шується введенням його в експлуатацію.
Період існування кар’єру (шахти) – проміжок часу від початку будівництва кар’єру (шахти) до повного відпрацьовуван-ня кар’єрного (шахтного) поля.
Період експлуатації (кар’єру, шахти, свердловини) – проміжок часу після здачі об’єкта в експлуатацію до повного припи-нення планового видобутку корисної копалини. 